# Trichophyton
Trichophyton és un gènere de fongs ascomicots de l'ordre dels onigenals (Onygenales). Són fongs hialins dermatòfits que acostumen a parasitar els teixits queratinitzats (pell, pèls, plomes o ungles). Segons el seu hàbitat primari els dermatòfits es classifiquen com geòfils (associats al sòl), zoòfils (als animals no humans) i antropòfils (a l'ésser humà). Diverses espècies de Trichophyton són la causa més comuna de la infecció en humans anomenada dermatofitosi, algunes d'elles zoonòtiques. És freqüent que aquests fongs siguin patògens oportunistes. En certs casos, poden ocasionar fol·liculitis cutània o blefaritis. Múltiples soques d'una única espècie del gènere poden infectar el mateix hoste.

## Trets microbiològics
Els membres del gènere Trichophyton es caracteritzen per tenir conidis grans i allargats amb una porció distal arrodonida. Són multiseptats i la seva paret cel·lular és prima i llisa. Mostren positivitat a la tinció de PAS. Mesuren entre 8 i 50 micròmetres. S'ha comprovat que algunes espècies secreten un determinat tipus de fosfatasa alcalina per tal d'augmentar el seu grau de patogenicitat durant els primers moments del procés d'infecció.

## Espècies i el seu reservori natural
| Trichophyton ajelloi                      | geòfil                           |
| Trichophyton balcaneum                    | antropòfil                       |
| Trichophyton benhamiae                    | zoòfil (conill porquí)           |
| Trichophyton benhamiae var. luteum        | predominantment zoòfil           |
| Trichophyton bullosum                     | zoòfil (cavall)                  |
| Trichophyton circonvolutum                | antropòfil                       |
| Trichophyton concentricum                 | antropòfil                       |
| Trichophyton eboreum                      | antropòfil                       |
| Trichophyton equinum                      | zoòfil (cavall)                  |
| Trichophyton equinum var. autotrophicum   | zoòfil (cavall)                  |
| Trichophyton eriotrephon                  | zoòfil (gats, petits rosegadors) |
| Trichophyton fischeri                     | antropòfil                       |
| Trichophyton flavescens                   | geòfil                           |
| Trichophyton gloriae                      | geòfil                           |
| Trichophyton gourvilii                    | antropòfil                       |
| Trichophyton indotineae                   | antropòfil                       |
| Trichophyton krajdenii                    | antropòfil                       |
| Trichophyton kuryangei                    | antropòfil                       |
| Trichophyton megnini                      | antropòfil                       |
| Trichophyton mentagrophytes               | predominantment zoòfil           |
| Trichophyton mentagrophytes var. erinacei | zoòfil (teixó)                   |
| Trichophyton immergens                    | zoòfil (bestiar boví)            |
| Trichophyton interdigitale                | antropòfil                       |
| Trichophyton japonicum                    | predominantment zoòfil           |
| Trichophyton onychocola                   | geòfil                           |
| Trichophyton phaseoliforme                | geòfil                           |
| Trichophyton quinckeanum                  | zoòfil (gat, gos)                |
| Trichophyton redellii                     | zoòfil (ratpenats)               |
| Trichophyton rubrum                       | antropòfil                       |
| Trichophyton rubrum var. flavum           | antropòfil                       |
| Trichophyton schoenleinii                 | antropòfil                       |
| Trichophyton simii                        | zoòfil (micos, pollastres)       |
| Trichophyton soudanense                   | antropòfil                       |
| Trichophyton terrestre                    | geofílic                         |
| Trichophyton tonsurans                    | antropòfil                       |
| Trichophyton vanbreuseghemii              | geofílic                         |
| Trichophyton verrucosum                   | zoòfil (bou, ovella, cavall)     |
| Trichophyton violaceum                    | antropòfil                       |
| Trichophyton yaoundei                     | antropòfil                       |